# Joseph Bonanno

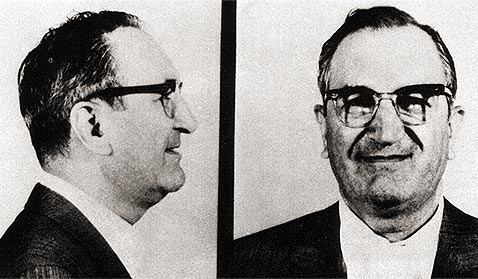
Giuseppe „Joseph/Joe“ Bonanno, Polizeifoto

Giuseppe „Joseph/Joe“ Bonanno (* 18. Januar 1905 in Castellammare del Golfo, Italien; † 11. Mai 2002 in Tucson, Arizona) war ein italienischstämmiger US-amerikanischer Mafioso, der Boss einer der berüchtigten Fünf Familien aus New York City (Bonanno-Familie) wurde. Er wurde auch Joe Bananas genannt, ein Name, den er hasste, da dieser implizierte, dass er verrückt sei.

## Jugend und frühe Karriere
Joseph Bonanno wurde in Castellammare del Golfo auf Sizilien als Sohn von Salvatore Bonanno und Catherine Bonventre geboren. 1906 zog der damals sechsundzwanzigjährige Salvatore Bonanno mit seiner Familie nach New York und siedelte sich dort in Brooklyn an, wo er ein Restaurant führte. 1911 kehrte Salvatore mit seiner Familie nach Sizilien zurück, da er sich um die Geschäfte der Familie Bonanno auf Sizilien kümmern musste. Joseph Bonannos Vater starb 1915 auf Sizilien, 1920 starb auch seine Mutter.
Als 1922 Benito Mussolini an die Macht kam und zu äußerst drakonischen Mitteln griff, um in Sizilien die dortige Mafia zu bekämpfen, schloss sich Joseph Bonanno gemeinsam mit seinem Freund Peter Maggadino einer antifaschistischen Gruppe an. In der Folge dieser Aktivitäten wurde gegen Bonanno ein Haftbefehl erlassen. Bonanno floh über Marseille und Paris zunächst nach Kuba, von dort nach Florida und schließlich nach Brooklyn. In Brooklyn lebte er bei seinem Onkel Peter Bonventre. In der Nachbarschaft lernte der damals Neunzehnjährige die Mafiosi der Umgebung kennen, die fast alle wie er aus Castellammare del Golfo kamen. Er begann seine kriminelle Karriere in den Vereinigten Staaten, indem er schmuggelte und illegale Lotterien betrieb. Dabei fiel Bonanno durch Organisationstalent und eine rasche Auffassungsgabe auf.

## Krieg von Castellammare
Als in Castellammare del Golfo geborener Sizilianer gehörte Joseph Bonanno in der internen Auseinandersetzung in New York von 1930/1931, die als Krieg von Castellammare bezeichnet wurde, zu den Anhängern Salvatore Maranzanos. Diese Auseinandersetzung wurde zunächst zwischen den aus Castellammare stammenden Anhängern Maranzanos und den aus dem übrigen Sizilien und Süditalien stammenden Anhängern von Joe „The Boss“ Masseria um die Vorherrschaft in der New Yorker Mafia ausgetragen. Im Laufe der Auseinandersetzung wechselten verschiedene Unterführer die Seiten, so dass die ursprüngliche Konstellation keine Rolle mehr spielte.
Als Joe Masseria, vermutlich im Auftrag von Lucky Luciano, am 15. April 1931 erschossen wurde, hatte sich zunächst Bonannos Boss Maranzano durchgesetzt. Als dieser offenbar plante, sich als Capo di tutti i capi (it. Boss aller Bosse) über die anderen Anführer zu stellen, kamen ihm diese zuvor und Maranzano wurde am 10. September 1931 ermordet. Auch hier hatte Lucky Luciano die Fäden in der Hand und wurde damit zum neuen starken Mann innerhalb der US-amerikanischen Mafia, der allerdings einen kooperativen Arbeitsstil pflegte und mit dem National Crime Syndicate eine Plattform der internen Konfliktbewältigung schuf.
Zuständig für grundsätzliche Entscheidungen war von nun an die Commission, ein Exekutivrat, in dem die fünf New Yorker Familien und das Chicago Outfit einen Sitz hatten.
Nach der Ermordung Maranzanos, trotz allem ein Boss einer der „Fünf Familien“, wählten die Mitglieder seiner „Familie“ auf Vorschlag von Stefano Magaddino – einem Vetter Bonannos, Boss der Familie in Buffalo – Joseph Bonanno, zum nachfolgenden Oberhaupt. Seitdem wird diese Sektion der Mafia nach ihm als Bonanno-Familie klassifiziert und ist unter diesem Namen bis heute bekannt. Damit war Bonanno als Mittzwanziger der jüngste Mafia-Boss seiner Zeit.
Bonannos erste Amtshandlung war zu akzeptieren, dass Luciano aus Selbstschutz gehandelt hatte, weshalb es in der Folge nicht zu Bandenkämpfen kam und der Krieg von Castellammare keine Fortsetzung fand.

## Bonanno-Familie bis in die 1960er Jahre
Unter Bonanno wurden die Aktivitäten in den Bereichen Glücksspiel und Kreditwucher intensiviert; der Drogenhandel wurde eine lukrative Einnahmequelle, und seine Mafia-Familie wurde einer der Großhändler von Drogen in New York City.
Bonanno begann allerdings auch, zunehmend außerhalb New Yorks tätig zu werden. Mit Unterstützung seines Vetters Stefano Magaddino, dem Mafiaoberhaupt von Buffalo, begann er, den Tätigkeitsbereich seines Clans nach Kanada auszudehnen, beanspruchte Arizona für sich und nahm wachsenden Einfluss auf die kalifornischen Mafiagruppen. Gemeinsam mit Meyer Lansky investierte er in Kuba, das von dem Diktator Batista regiert wurde, in Spielkasinos. Daneben investierte er auch in legale Geschäfte, etwa eine Baumwollplantage oder eine Käsefabrik.
Durch seine Betätigungen außerhalb New Yorks bekamen Anfang der 1960er Jahre etliche der Bonanno untergebenen Mafiosi den Eindruck, dass er die Geschäfte in der Stadt zugunsten seiner übrigen Aktivitäten vernachlässige. Gleichzeitig sah sich Bonanno als der letzte „Ehrenmann“ innerhalb der Cosa Nostra.
Als 1962 Joseph Profaci, Boss der späteren Colombo-Familie, an Krebs starb, begann Bonanno mit der Planung, sich selbst zum Capo di tutti i capi zu machen. Zusammen mit Profacis Nachfolger, Joe Magliocco, wollte er jeden töten lassen, der diesen Ambitionen im Wege stand.
Insbesondere waren dies Carlo Gambino, Tommy Lucchese, der Mafiaboss von Los Angeles Frank DeSimone und sogar sein Vetter, der Mafiaboss von Buffalo Stefano Magaddino. Der von Bonanno und Magliocco mit der Ermordung Gambinos und Luccheses beauftragte Joe Colombo verriet allerdings den Plan an seine Opfer. Gambino und Lucchese beriefen daraufhin die Commission der US-amerikanischen Mafia ein, die Bonanno und Magliocco vorlud. Beide wurden für abgesetzt erklärt; an die Stelle von Magliocco sollte Joe Colombo und an die Stelle von Bonanno einer seiner Unterführer, der Capo Gaspare DiGregorio, treten. Bonanno akzeptierte die Entscheidung nicht.
Gleichzeitig war gegen Bonanno ein Strafverfahren anhängig, und er war zum 21. Oktober 1964 vor ein Schwurgericht geladen worden.

## Der Bananenkrieg
Nachdem Joe Bonanno und Magliocco von der „Commission“ abgesetzt worden waren, spaltete sich die Bonanno-Familie: Es kam zum sogenannten Bananenkrieg. Am Tag vor seiner Verhandlung am 21. Oktober 1964 wurde Bonanno in New York von Gefolgsleuten des Stefano Maggadino entführt und sechs Wochen festgehalten. Allerdings wird von einigen vermutet, dass dies kein Schlag gegen Bonanno war, sondern den Zweck hatte, ihn nicht vor der Jury aussagen zu lassen.
Während der Abwesenheit Bonannos führte sein Sohn Salvatore „Bill“ Bonanno die loyalen Anhänger seines Vaters an. Es kam zu einem blutigen Krieg mit den Gefolgsleuten DiGregorios. Die bewaffneten Auseinandersetzungen auf den Straßen New Yorks beeinträchtigten die Geschäfte aller Fünf Familien, und die „Commission“ veranlasste ein Treffen beider Seiten. DiGregorios Anhänger trafen als erstes am vereinbarten Treffpunkt an und eröffneten aus Schrotflinten und Gewehren das Feuer auf den später eintreffenden Bill Bonanno mit seinen Leuten. Bei der Schießerei, die von den Angegriffenen erwidert worden war, wurde zwar niemand getötet, die Friedensbemühungen waren damit aber gescheitert.
Der mittlerweile zurückgekehrte Joseph Bonanno versuchte, seine Position durch den Vorschlag zu retten, sich nach Arizona zurückzuziehen, aber dafür Sohn und Schwiegersohn als seine Nachfolger einsetzen zu lassen. Bonanno wurde aber im Gegenzug lediglich angeboten, ihn am Leben zu lassen, wenn er DiGregorio als seinen Nachfolger anerkennen würde. Bonanno verweigerte dies.
Da es nun DiGregorio im fortdauernden Bandenkrieg nicht gelang, Bonannos Anhänger auszuschalten, wurde er ebenfalls abgesetzt. Sein Nachfolger wurde Paul Sciacca, und der Konflikt eskalierte weiter. So wurden drei von Sciaccas Männern in einem Restaurant in Queens mit Maschinenpistolen niedergeschossen.
1968 erlitt Joseph Bonanno einen Herzanfall. Er zog sich daher nun tatsächlich nach Arizona zurück und informierte die „Commission“ darüber, dass er sich zurückgezogen habe. Danach verebbten die Kämpfe allmählich und Paul Sciacca hatte sich als Oberhaupt der Familie durchgesetzt.

## Autobiografie
1983 veröffentlichte Joseph Bonanno gemeinsam mit Sergio Lalli seine Autobiografie „A Man of Honor“. Streng genommen war die Veröffentlichung ein Bruch der Omertà, dem Gebot der absoluten Schweigepflicht. Zwar war die Existenz der US-amerikanischen Cosa Nostra längst ein offenes Geheimnis, aber in seinem Buch wurde unter anderem erstmals die Existenz der „Commission“ zugegeben. Insbesondere Staatsanwalt Rudy Giuliani nahm das Buch zum Anlass, Anklage gegen dort erwähnte Mitglieder zu erheben.
In seinem Buch erzählt Bonanno außerdem eine der Legenden zur Herkunft und Bedeutung des Begriffs Mafia. Demnach soll die Sizilianische Vesper von 1282 durch einen französischen Soldaten ausgelöst worden sein, der sich an einem palermitanischen Mädchen vergangen haben soll. Danach soll der Schrei der Mutter in den Straßen: „Ma – ffia, ma – ffia!“ (sizilianisch: Meine Tochter, meine Tochter!) später zum Inbegriff des Widerstandes geworden sein, in dessen Folge die Anjou-Dynastie aus Sizilien vertrieben wurde. Diese Geschichte gilt als nicht historisch, wird aber in der Mafia erzählt.

## = Weblinks
=
- Joseph Bonanno in der Datenbank Find a Grave
- Bonanno-Family bei Crimelibrary.com (Memento vom 9. Februar 2015 im Internet Archive) (englisch)
- Jerry Capeci, Gangland – The Bonanno Crime Family – The First Century (englisch)
- Biografie Joseph Bonannos von Kristi und Mark Fisher (englisch)

| Vorgänger           | Amt                                                          | Nachfolger        |
| ------------------- | ------------------------------------------------------------ | ----------------- |
| Salvatore Maranzano | Oberhaupt der „Bonanno-Familie“ der La Cosa Nostra 1931–1964 | Gaspar DiGregorio |

| Personendaten    | Personendaten                                       |
| ---------------- | --------------------------------------------------- |
| NAME             | Bonanno, Joseph                                     |
| ALTERNATIVNAMEN  | Bonanno, Giuseppe                                   |
| KURZBESCHREIBUNG | US-amerikanischer Mafioso, Boss der Bonanno-Familie |
| GEBURTSDATUM     | 18. Januar 1905                                     |
| GEBURTSORT       | Castellammare del Golfo                             |
| STERBEDATUM      | 11. Mai 2002                                        |
| STERBEORT        | Tucson, Arizona                                     |